# Westalpen

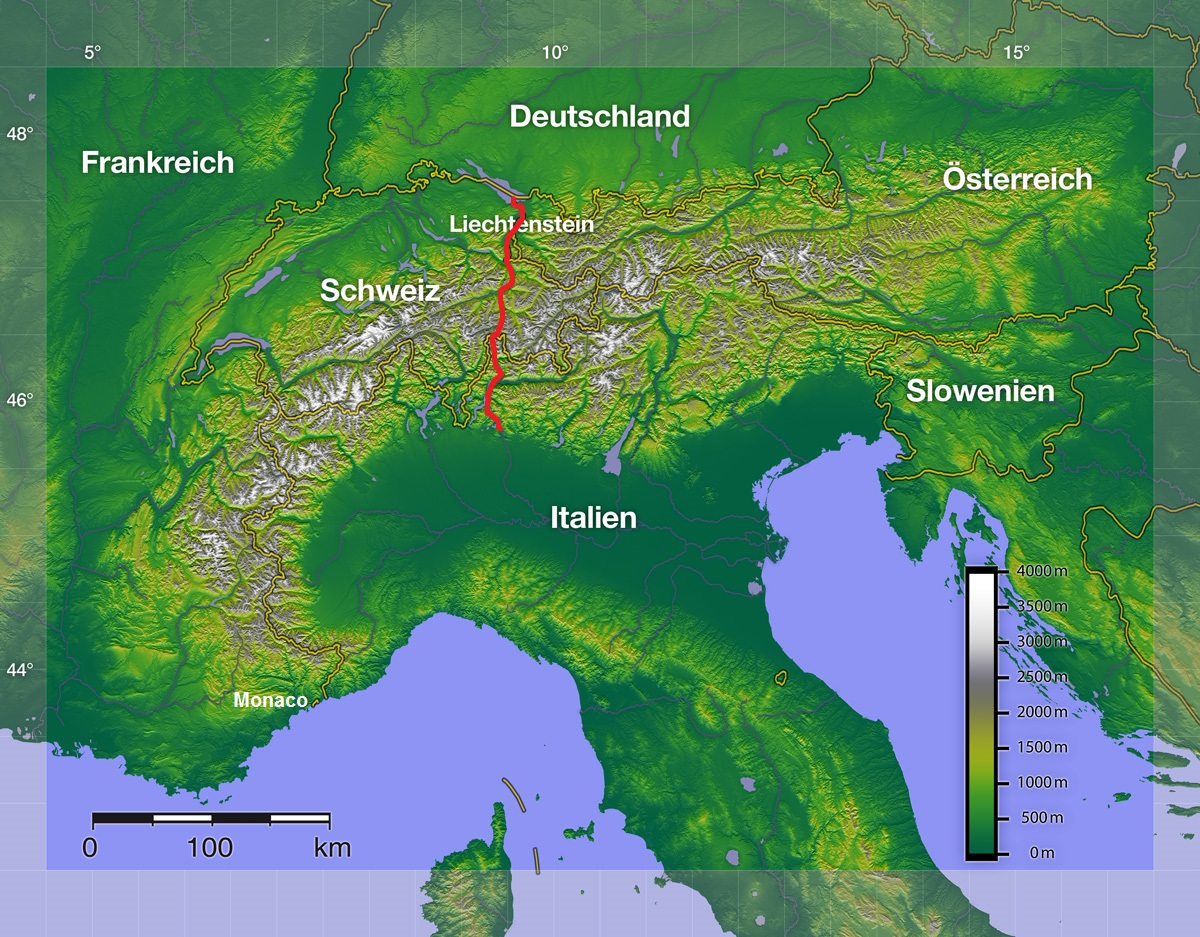
West-Ost-Grenze der Alpen

Als Westalpen bezeichnet man den Teil der Alpen, welcher westlich der Linie (von Nord nach Süd) Bodensee, Alpenrhein, Hinterrhein, Hüscherenbach, Splügenpass, Liro, Mera und Comer See (Ostzweig) liegt.

## Umfang
Die Westalpen enthalten die gesamten Alpenanteile von Frankreich und Monaco, den größten der Schweiz, sowie einen nicht unbeträchtlichen von Italien, und sind insgesamt deutlich höher als die Ostalpen – 81 der insgesamt 82 Viertausender der Alpen liegen in den Westalpen, und damit auch die 64 höchsten Alpengipfel, einschließlich des Mont Blanc als höchstem Berg des gesamten Gebirges.
Die Staatsgrenzen folgen größtenteils dem Alpenhauptkamm, so dass viele der höchsten Gipfel auf oder in der Nähe dieser Grenzen liegen, wie z. B. das Monte-Rosa-Massiv mit der Dufourspitze als höchstes Bergmassiv der Schweiz (und zweithöchstes der Alpen) auf der Grenze zwischen der Schweiz und Italien, oder das Matterhorn als einer der bekanntesten Alpengipfel.
Die größte Gebirgsgruppe der Westalpen sind die Walliser Alpen, die die meisten Viertausender der Alpen enthalten. Die nördlich anschließenden Berner Alpen, über deren Hauptkamm in diesem Bereich die Europäische Hauptwasserscheide verläuft, weisen ebenfalls eine größere Anzahl an Viertausendern und starke Vergletscherung auf.

## Gebirgsgruppen

Alpen zwischen Bodensee und Matterhorn

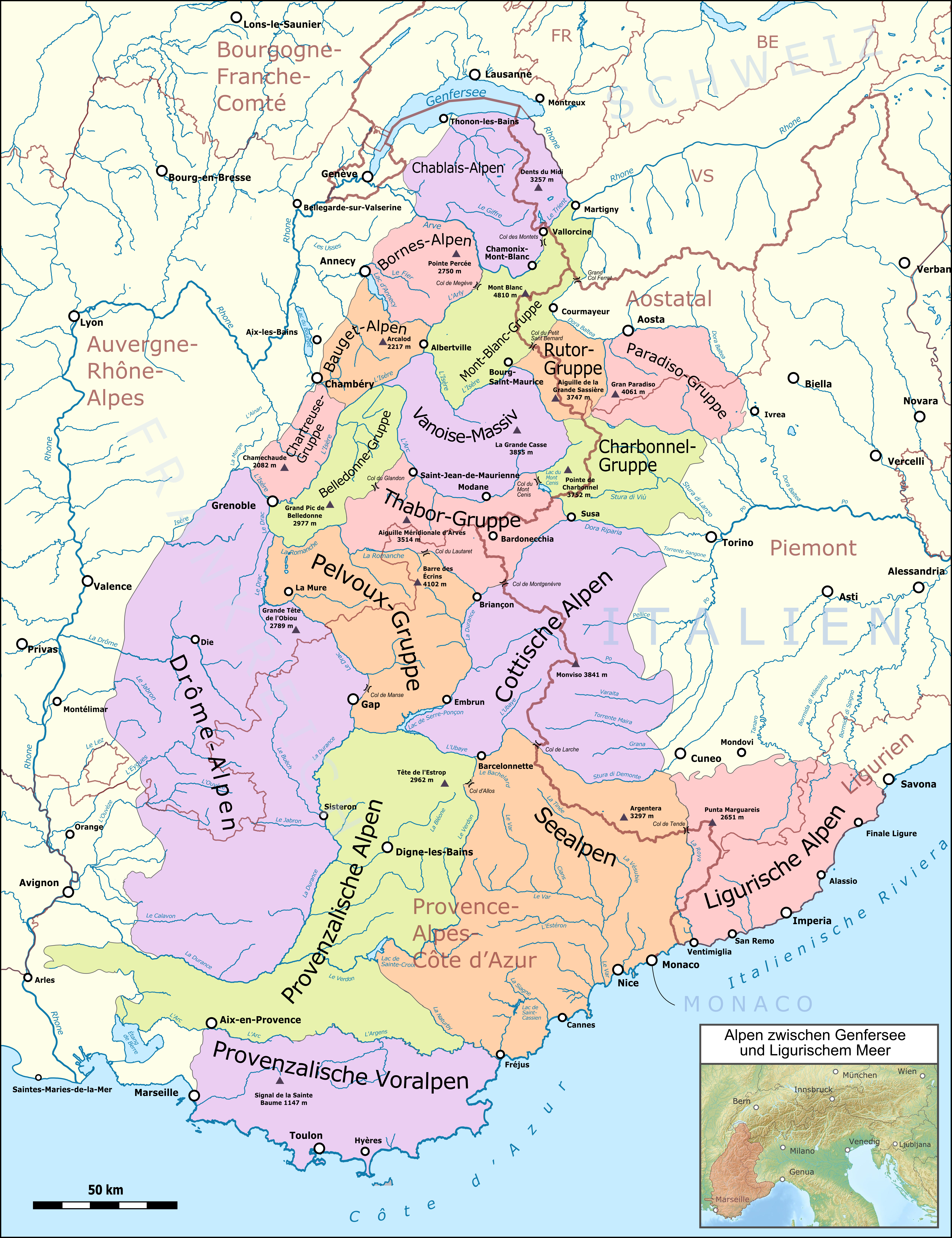
Alpen zwischen Genfersee und Ligurischem Meer

Diese Einteilung folgt der Oberflächenstruktur (orographisch) und nicht geologischen, politischen oder touristischen Gegebenheiten.

### Alpen zwischen Bodensee und Matterhorn(13 Gruppen)
Im nordöstlichen Teil und gänzlich in der Schweiz liegen die Gebirgsgruppen Appenzeller, Schwyzer, Emmentaler, Freiburger, Urner, Glarner, Berner und Adula-Alpen sowie Gotthard-Gruppe.
Weiter südlich im schweizerisch-italienischen Grenzgebiet liegen die Tambogruppe, Tessiner und Walliser Alpen, zu denen eigentlich auch die Leone-Gruppe gehört, hier jedoch separat behandelt wird.

### Alpen zwischen Genfersee und Ligurischem Meer(18 Gruppen)
Im französisch-schweizerischen Grenzgebiet liegen die Bornes- und Chablais-Alpen.
Frankreich, Italien und die französische Schweiz kommen in der Mont-Blanc-Gruppe zusammen.
Gänzlich auf italienischem Gebiet liegt die Paradiso-Gruppe.
Im Süden treffen Italien und Frankreich aufeinander, wo die Rutor-, Charbonnel- und Thabor-Gruppe, sowie Cottischen, Ligurischen und Seealpen oder Meeralpen liegen. In den letztgenannten liegt auch Monaco.
Und schließlich im Westen gehören Bauget-Alpen, Vanoise, Belledonne-Gruppe, Chartreuse-Gruppe, Pelvoux, Drôme-Alpen, Provenzalische Alpen und Provenzalische Voralpen allein zu Frankreich.

### Unterschiede
Bei Höhne zählt die Leone-Gruppe zu den Walliser Alpen. Die im Bergalbum beschriebene Ceneri-Gruppe bildet mit den Vareser Voralpen die Tambogruppe.
Darüber hinaus soll angemerkt werden, dass es auch andere Alpeneinteilungen gibt, wie z. B. nach SOIUSA oder des SAC, welche mit dieser nicht oder nur schwer verglichen werden können.